# Lijst van Griekse Eurocommissarissen
De Lijst van Griekse Eurocommissarissen geeft een overzicht van de afgevaardigde commissieleden van de lidstaat Griekenland. Griekenland trad op 1 januari 1981 toe tot de Europese Unie en heeft sindsdien een commissaris bij de Europese Commissie.

## Eurocommissarissen
| Naam | Naam                                  | Naam                              | Aantreden         | Aftreden          | Commissie(s)    |
| ---- | ------------------------------------- | --------------------------------- | ----------------- | ----------------- | --------------- |
|      |                                       | Giorgios Contogeorgis (1912–2009) | 6 januari 1981    | 6 januari 1985    | Thorn           |
|      |                                       | Grigoris Varfis (1927–2017)       | 6 januari 1985    | 6 januari 1989    | Delors I        |
|      |                                       | Vasso Papandréou (1944–2024)      | 6 januari 1989    | 6 januari 1993    | Delors II       |
|      |                                       | Ioannis Paleokrassas (1931–2021)  | 6 januari 1993    | 25 januari 1995   | Delors III      |
|      | Eurocommissaris Christos Papoutsis    | Christos Papoutsis (1953)         | 25 januari 1995   | 16 september 1999 | Santer          |
|      | Eurocommissaris Anna Diamandopoulou   | Anna Diamandopoulou (1959)        | 16 september 1999 | 18 februari 2004  | Prodi           |
|      | Eurocommissaris Stavros Dimas         | Stavros Dimas (1941)              | 18 februari 2004  | 10 februari 2010  | Prodi Barroso I |
|      | Eurocommissaris Maria Damanaki        | Maria Damanaki (1952)             | 10 februari 2010  | 1 november 2014   | Barroso II      |
|      | Eurocommissaris Dimitris Avromopoulos | Dimitris Avramopoulos (1953)      | 1 november 2014   | 30 november 2019  | Juncker         |
|      | Eurocommissaris Margaritis Schinas    | Margarítis Schinás (1962)         | 1 december 2019   |                   | Von der Leyen   |